# Drawpile
Drawpile o DrawPile és un programari lliure de mapa de bits pensat per a dibuixar en línia. El seu format de gravació per defecte és multicapa, l'OpenRaster (.ora). Està capacitat per a gravar i reproduir sessions de dibuix. Bàsicament, DrawPile registra totes les accions i permet reproduir-les.
El codi està sota la llicència MIT. El contingut de la pàgina web (text i il·lustracions) està sota la llicència Creative Commons Attribution-ShareAlike 4.0. L'aplicació fou creada per Calle Laakkonen com a programari de codi obert sota llicència GPL3.

## Característiques
- Multiplataforma, disponible per a Windows, MacOs i Linux.
- Capacitat de treball en línia i de manera col·laborativa.
- Multicapa, el seu format de gravació per defecte és l'OpenRaster.
- Permet gravar les sessions en vídeo o fer seqüències d'imatges, format .PNG.
- En les gravacions es poden filtrar esdeveniments o la manca d'aquests.
- Funcions limitades d'animació.
- Capacitat de restringir el treball de l'usuari per capa o restringir funcions com carregar imatges.
- Diverses capacitats de restriccions i bloqueig a l'usuari, per possible vandalisme.
- Accés per contrasenya.
- Possibilitat de protegir amb contrasenya les sessions.[4]